# Giro dell'Emilia 1925
Il Giro dell'Emilia 1925, quindicesima edizione della corsa, si svolse il 6 settembre 1925 su un percorso di 273 km. La vittoria fu appannaggio dell'italiano Costante Girardengo, che completò il percorso in 9h05'00", precedendo i connazionali Alfredo Binda e Giovanni Brunero.
I corridori che presero il via da Bologna furono 37, mentre coloro che tagliarono il medesimo traguardo furono 24.

## Ordine d'arrivo (Top 10)
| Pos. | Corridore           | Squadra         | Tempo    |
| ---- | ------------------- | --------------- | -------- |
| 1    | Costante Girardengo | Wolsit-Pirelli  | 9h05'00" |
| 2    | Alfredo Binda       | Legnano-Pirelli | s.t.     |
| 3    | Giovanni Brunero    | Legnano-Pirelli | s.t.     |
| 4    | Gaetano Belloni     | Wolsit-Pirelli  | a 5'51"  |
| 5    | Adriano Zanaga      | Ideor           | a 7'45"  |
| 6    | Luigi Mainetti      | -               | a 10'05" |
| 7    | Gianbattista Gilli  | Olympia-Dunlop  | s.t.     |
| 8    | Fortunato Manicardi | -               | s.t.     |
| 9    | Alfredo Dinale      | Legnano-Pirelli | a 30'27" |
| 10   | Emilio Petiva       | -               | s.t.     |